# オフィスクリエイト (ゲーム会社)
株式会社オフィス・クリエイト (英: Office Create Co.,Ltd.) は、日本の神奈川県横浜市青葉区に本社を置くゲームソフトメーカー。

## 概要
1990年に設立。主に他社の下請けで各種ゲームの開発を行っていたが、PlayStation末期には自社ブランドでリリースしたこともある。
2006年に発売されたクッキングママシリーズが世界的な大ヒットとなり、制作部門は2007年の『クッキングママ2』よりクッキングママ リミテッド (COOKING MAMA LIMITED)を名乗る（CEOは長嶋健）。2010年11月発売の『クラフトママ』より自社ブランドでのリリースを再開（販売はスクウェア・エニックス）。

## ゲーム作品
| タイトル                                  | 発売元                                | プラットフォーム                     |
| ----------------------------------------- | ------------------------------------- | ------------------------------------ |
| AFRAID GEAR                               | アスミック・エース エンタテインメント | PlayStation                          |
| 魔女たちの眠り                            | ビクターインタラクティブソフトウエア  | PlayStation                          |
| サイキックフォース2                       | タイトー                              | PlayStation                          |
| アクアパラダイス                          | ビクターインタラクティブソフトウエア  | PlayStation                          |
| ダービージョッキー2001                    | アスミック・エース エンタテインメント | PlayStation                          |
| 夜想曲2                                   | ビクターインタラクティブソフトウエア  | PlayStation                          |
| AFRAID GEAR Another                       | 自社ブランド                          | PlayStation                          |
| ブリードマスター                          | 自社ブランド                          | PlayStation                          |
| 電車でGO! 旅情編                          | タイトー                              | PlayStation 2                        |
| 電車でGO! プロフェッショナル2             | タイトー                              | PlayStation 2                        |
| 電車でGO! FINAL                           | タイトー                              | PlayStation 2                        |
| マイホームをつくろう!2 匠                 | マーベラスインタラクティブ            | PlayStation 2                        |
| 恐竜対戦 ダイノチャンプ 最強DNA発掘大作戦 | タイトー                              | ニンテンドーDS                       |
| マイホームをつくろう!2 充実!簡単設計!!    | マーベラスインタラクティブ            | PlayStation 2                        |
| クッキングママシリーズ                    | 自社ブランド(2010年以降)              | ニンテンドーDS・ニンテンドー3DS・Wii |
| 激働アルバイターKOJI                      | 自社ブランド                          | ニンテンドー3DS                      |